# چارلز آدامز پلات
چارلز آدامز پلات (انگلیسی: Charles A. Platt; ۱۶ اکتبر ۱۸۶۱ – ۱۲ سپتامبر ۱۹۳۳) معمار، هنرمند، نقاش و معمار منظر اهل ایالات متحده آمریکا بود.